# Stortjärnen (Vilhelmina socken, Lappland, 718151-150351)
Stortjärnen är en sjö i Vilhelmina kommun i Lappland och ingår i Ångermanälvens huvudavrinningsområde. Sjön har en area på 0,0536 kvadratkilometer och ligger 613,8 meter över havet. Stortjärnen ligger i Blaikfjället Natura 2000-område.

## Delavrinningsområde
Stortjärnen ingår i det delavrinningsområde (718370-150592) som SMHI kallar för Inloppet i Gransjön. Medelhöjden är 540 meter över havet och ytan är 41,97 kvadratkilometer. Det finns inga avrinningsområden uppströms utan avrinningsområdet är högsta punkten. Gransjöbäcken som avvattnar avrinningsområdet har biflödesordning 3, vilket innebär att vattnet flödar genom totalt 3 vattendrag innan det når havet efter 302 kilometer. Avrinningsområdet består mestadels av skog (37 procent) och sankmarker (57 procent). Avrinningsområdet har 0,06 kvadratkilometer vattenytor vilket ger det en sjöprocent på 0,1 procent.